# Джалилов, Равиль Рахматуллаевич
Равиль Рахматуллаевич (Рахматулаевич) Джалилов (13 октября 1935 — 16 мая 2019) — советский футболист, полузащитник. Мастер спорта СССР, заслуженный тренер Азербайджанской ССР.

## Биография
Уроженец города Баку. Начинал заниматься футболом в обществе «Трудовые резервы». В 1961—1966 годах играл в чемпионате СССР за «Нефтяник» Баку. Сыграл 114 матчей, забил два гола. В 1966 году команда завоевала единственные в своей истории медали, заняв третье место, но Джалилов летом перешёл в «Полад» Сумгаит, за который выступал до 1969 года.
После окончания карьеры футболиста преподавал в АзГИФК имени С. М. Кирова. После занимался тренировкой работой.